# مفصل الكتف
مفصل الكتف (بالإنجليزية: shoulder joint)‏ أو المفصل الحقاني العضدي (بالإنجليزية: glenohumeral joint)‏، هو مفصل زلالي عديد المحاور من النوع الكروي الحُقّي. وهو يشمل الربط (التمفصل) بين التجويف الحقاني لعظم الكتف مع رأس عظم العضد. ونظرا لأن المحفظة المفصلية فضفاضة جدا وتُعطي واجهة صغيرة بين عظم العضد ولوح الكتف، فإن ذلك يجعل مفصل الكتف هو المفصل الأكثر قابلية للحركة في الجسم البشري.

## البنية

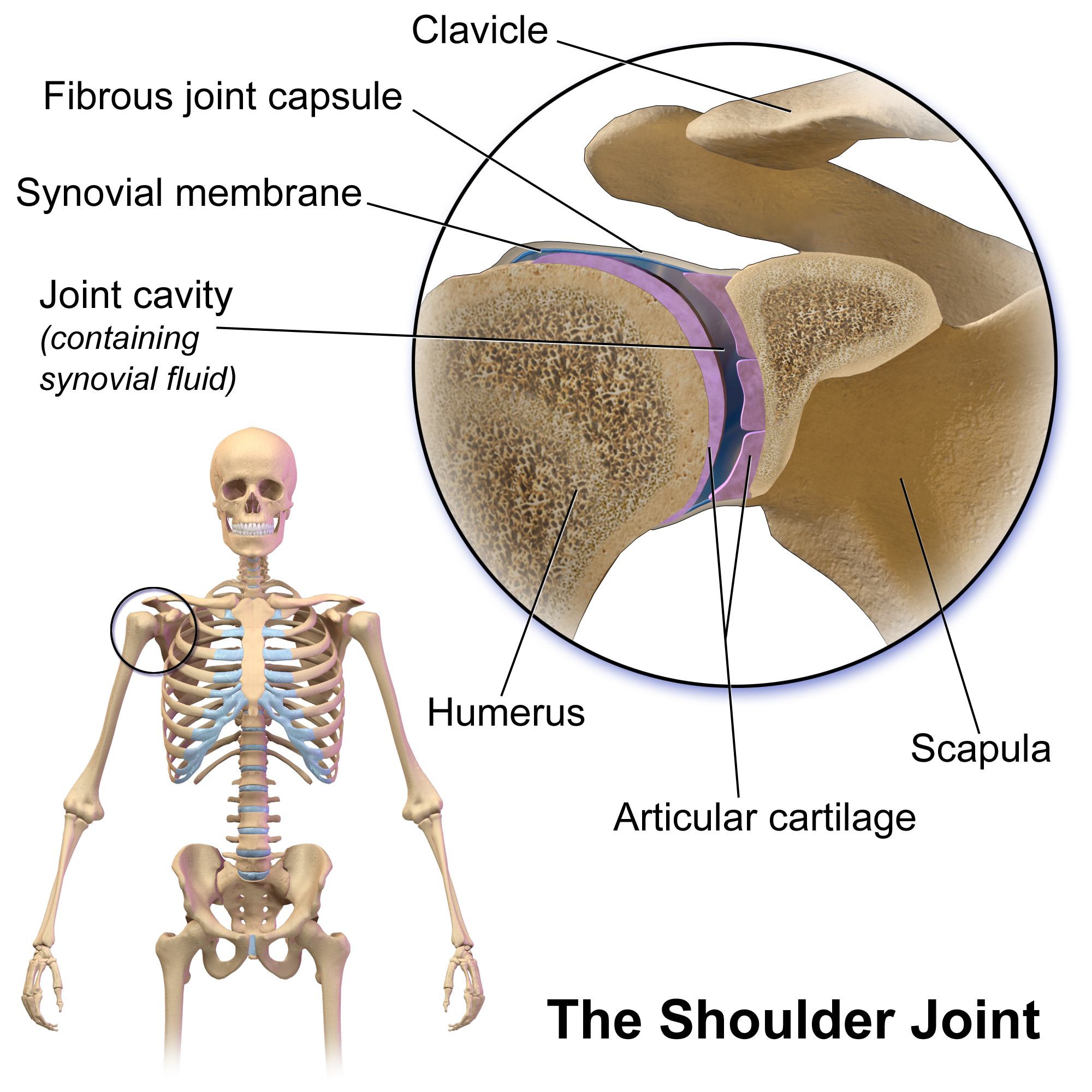
مقطع عرضي لمفصل الكتف.

مفصل الكتف هو مفصل كروي-حقي يقع بين عظم الكتف وعظم العضد، وإن تجويف الجوف الحقاني لعظم الكتف هو في حد ذاته تجويل ضحل جداً وليس بغائر، ولكنه يصبح أكثر عُمقاً من خلال الإضافة التي يوفرها له الشفا الحقاني (بالإنجليزية: Glenoid labrum)‏ الذي يحيط بحافة الجوف الحقاني، حيث أن الشفا الحقاني هو حلقة من الألياف الغضروفية التي تعلق على محيط الجوف الحقاني. تلك الحلقة تكون مستمرة مع وتر العضلة ذات الرأسين العضدية أعلاه كما هو مبين في الرسم.

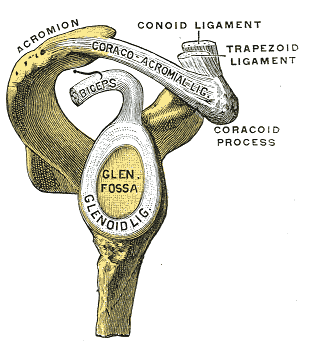
يبين الرسم الشفا الحقاني Glenoid labrum باللون الأبيض المستدير، يحيط بحافة الجوف الحقاني ويستمر متصلا من أعلى بالألياف الغضروفية لوتر العضلة ذات الرأسين العضدية المتصلة به.

هناك حيز تشريحي (أو حفرة) يقع بين العضلات المرتبطة بالكتف ويُسمى بالحيز الإبطي (Axillary space) الذي ينقل الشريان تحت الكتف والعصب الإبطي.

### المحفظة
المحفظة المفصلية لمفصل الكتف فضفاضة جدا وتعرف باسم المحفظة المفصلية لمفصل عظم العضد (Articular capsule of the humerus) ولهذا السبب فهي قد تسمح في بعض الأحيان بخلع مفصل الكتف. يمر الرأس الطويل للعضلة ذات الرأسين العضدية إلى داخل المحفظة المفصلية من عند منطقة اتصالها بالحديبة فوق الحقة الموجودة في أعلى لوح الكتف. وبسبب أن وتر الرأس الطويل للعضلة ذات الرأسين العضدية يقع داخل المحفظة المفصلية، فإنه يوجد غمد وتر (Tendon sheath) يحيط بوتر العضلة، كي يقلل من الاحتكاك عند الحركة.

### الجراب
هناك عدد من الأكياس الصغيرة المملوءة بسائل، تُعرف باسم الأجربة الزلالية أو الأكياس الزلالية، تتواجد حول المحفظة للمساعدة على الحَرَكِيَّة، وهم:
- يقع الجراب تحت الأخرمي تحت الدالي (subacromial-subdeltoid bursa) ما بين المحفظة المفصلية والعضلة الدالية.
- يقع الجراب تحت الأخرمي (Subacromial bursa) ما بين المحفظة المفصلية والأخرم.
- يقع الجراب تحت الغرابي (Subcoracoid bursa) ما بين المحفظة المفصلية والناتئ الغرابي من لوح الكتف.
- يقع الجراب الغرابي العضدي (coracobrachial bursa) ما بين العضلة تحت الكتفية ووتر العضلة الغرابية العضدية.
- يقع الجراب تحت الكتف (subscapular bursa) ما بين المحفظة المفصلية ووتر العضلة تحت الكتفية، ويُعرف أيضا باسم الجراب تحت وتر العضلة تحت الكتفية (subtendinous bursa of the scapularis).
- أما الجراب فوق الأخرمي (Supra-acromial bursa) فلا يتصل عادة مع مفصل الكتف.

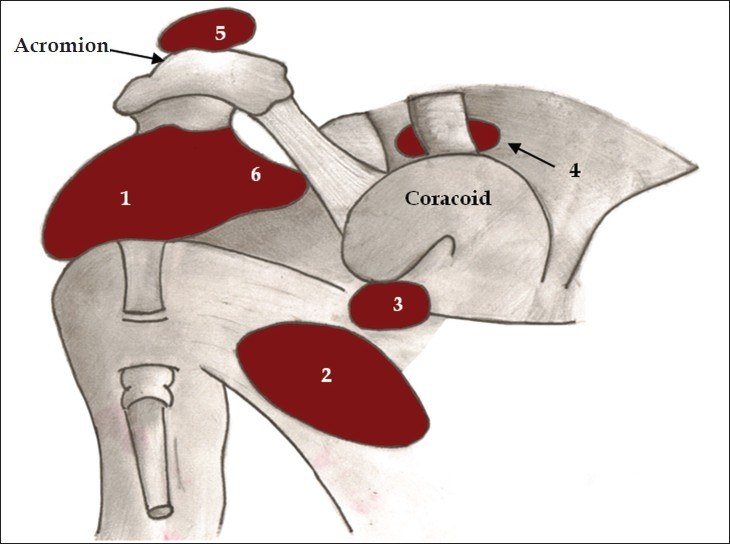
أجربة مفصل الكتف:
(1) و (6) الجراب تحت الأخرمي.
(2) الجراب تحت الكتف.
(3) الجراب تحت الغرابي.
(4) الجراب الغرابي الترقوي.
(5) الجراب فوق الأخرمي.

### العضلات
مفصل الكتف هو مفصل يعتمد على العضلات لأنه يفتقر إلى أربطة قوية. العوامل الأساسية لاستقرار مفصل الكتف تشمل: العضلة ذات الرأسين العضدية على الجانب الأمامي من الذراع، وأوتار الكفة المدورة، حيث يلتحم الكل على جميع جوانب المحفظة باستثناء الحافة السفلية.
يمر وتر الرأس الطويل للعضلة ذات الرأسين العضدية عبر الثلم الموجود بين حديبتي العضد (bicipital groove) وينغرز على الحافة العلوية للجوف الحقاني ليضغط على رأس عظم العضد ضد التجويف الحقاني.
أوتار الكفة المدورة وعضلاتها (العضلة فوق الشوكة، والعضلة تحت الشوكة، والعضلة مدورة صغيرة، والعضلة تحت الكتفية) تعمل على تثبيت واستقرار مفصل الكتف.
العضلة فوق الشوكة، والعضلة تحت الشوكة، والعضلة مدورة صغيرة يساعدوا على تبعيد الكتف وعلى دورانه للخارج، في حين أن العضلة تحت الكتفية تساعد على الدوران الداخلي لعظم العضد.

### الأربطة
- الأربطة الحقانية العضدية: العلوية، والمتوسطة، والسفلية.
- الرباط الغرابي العضدي.
- الرباط المستعرض للعضدي.
- الرباط الغرابي الاخرمي.[4]

### التعصيب
تنشأ كل الأعصاب الواردة لمفصل الكتف في الضفيرة العضدية، وهم:
- العصب فوق عظم الكتف (Suprascapular nerve).
- العصب الإبطي (Axillary nerve).
- العصبية الصدرية الجانبي أو الوحشي (Lateral pectoral nerve).

### إمدادات الدم
ويتم تزويد مفصل الكتف بالدم عن طريق:
- الشريان المنعطف العضدي الأمامي .
- الشريان المنعطف العضدي الخلفي .
- الشريان فوق الكتف (Suprascapular artery).
- الشريان المنعطف الكتفي (Circumflex scapular artery).

## الوظيفة

رسم متحرك لمفصل الكتف يُظهر العضلة فوق الشوكة.

تُنتج عضلات الكفة المدورة للكتف قوة شد عالية تساعد على سحب رأس عظم العضد في التجويف الحقاني.
التجويف الحقاني ضحل وليس بغائر ويحتوي على شَفا الجَوفِ الحُقَانِيّ (بالإنجليزية: Glenoid labrum)‏ الذي يحيط به من حوافه فيجعله أكثر عُمقاً ويساعد في استقرار الكتف. مفصل الكتف هو أكثر مفصل متحرك في الجسم إذ يمكنه أن ينثي 120° بدون مساعدة خارجية.
تُعرف حركة لوح الكتف عبر القفص الصدري بالنسبة لعظم العضد بالإيقاع الكتفي (بالإنجليزية: scapulohumeral rhythm)‏، وهذا يساعد على تحقيق مجال حركة أكبر. وقد ينقص نطاق الحركة هذا بسبب أي شيء قد يغير وضع لوح الكتف مثل وجود خلل في أجزاء من العضلات شبه المنحرفة الكبيرة التي تثبّت لوح الكتف في مكانه. مثل هذا الخلل يمكن أن يسبب نقل رأس العضد إلى الأمام مما يمكن أن يؤثر على مجموعة حركات الكتف.

### الحركة

رسم متحرك لمفصل الكتف. العضلات المعروضة هي العضلة تحت الكتفية Subscapularis muscle (إلى اليمين) و العضلة تحت الشوكة Infraspinatus muscle (في أعلى اليسار)، و العضلة المدورة الصغيرة Teres minor muscle (في أسفل اليسار).

1. ثني وبسط مفصل الكتف (في المستوى السهمي):
  - يتم الثني بواسطة الألياف الأمامية للعضلة الدالية (المثلثة)، والعضلة الصدرية الكبيرة، والعضلة الغرابية العضدية.
  - يتم البسط بواسطة العضلة الظهرية العريضة والألياف الخلفية للعضلة الدالية (المثلثة).
2. تبعيد وتقريب الكتف (في المستوى الإكليلي):
  - يتم التبعيد بواسطة العضلة الدالية (المثلثة) والعضلة فوق الشوكة في ال90° الأولى. أما من 90°-180° فتكون بواسطة العضلة شبه المنحرفة والعضلة المنشارية الأمامية.
  - يتم التقريب بواسطة العضلة الصدرية الكبيرة، والعضلة الظهرية العريضة، والعضلة المدورة الكبيرة والعَضَلَةِ تَحْتَ الكِتْفِيَّة.
3. التبعيد الأفقي والتقريب الأفقي للكتف (في المستوى المستعرض).
4. الدوران الإنسي (الدوران الداخلي) والدوران الوحشي (الدوران الداخلي) للكتف:
  - يتم الدوران الداخلي بواسطة الألياف الأمامية للعضلة الدالية (المثلثة)، والعضلة المدورة الكبيرة، والعَضَلَةِ تَحْتَ الكِتْفِيَّة، والعضلة الصدرية الكبيرة، والعضلة الظهرية العريضة.
  - يتم الدوران الخارجي بواسطة الألياف الخلفية للعضلة الدالية (المثلثة)، والعضلة تحت الشوكة، والعضلة المدورة الصغيرة (انظر الرسم المتحرك).
5. ديرورة الكتف (مزيج من ثني-بسط وتبعيد-تقريب).

## الأهمية السريرية
- يُمكن أن تصبح المحفظة ملتهبة ومتيبسة، مع نمو أحزمة نسيجية غير طبيعية (التئام) بين السطوح المفصلية، مما يسبب ألماً وتقييداً لحركة الكتف، وهي حالة تعرف باسم الكتف المتيبسة أو الكتف المتجمدة (frozen shoulder) أو التهاب المحفظة اللاصق (adhesive capsulitis).
- التمزق في شفا الحُق يُسمّى SLAP، وهو الاسم المختصر لحالة التمزق الشفيهي العلوي من الأمام إلى الخلف (superior labral tear from anterior to posterior). ويُمكن تمييز هذا النوع من التمزق (SLAP) بوجود ألم الكتف في أوضاع محددة، ألم يصاحب الأنشطة التي تتطلب رفع اليد فوق الكتف مثل كرة المضرب (التنس) أو رياضيات الرمي فوق الكتف. غالبا ما يتطلب هذا النوع من الإصابة إصلاح جراحي.[5]
- يحدث الخلع الأمامي (Anterior dislocation) للمفصل الحقاني العضدي (مفصل الكتف) إذا انزاح رأس عظمة العضد في الاتجاه الأمامي. يحدث خلع الكتف الأمامي غالبا نتيجة ضربة قوية في الكتف بينما يكون الذراع في وضعية التبعيد (بالإنجليزية: Abduction)‏. ليس من غير المألوف للشرايين والأعصاب في المنطقة الإبطية أن تتلف نتيجة لخلع الكتف، وإذا تُركت دون علاج فيُمكن أن تؤدي إلى ضعف أو ضمور العضلات، أو قد تؤدي إلى الشلل.[6]
- التهاب الجراب تحت الأخرم (Subacromial bursitis) هو حالة مؤلمة تحدث بسبب التهاب، وغالبا ما تؤدي إلى مجموعة من الأعراض المعروفة باسم متلازمة الانحشار (بالإنجليزية: Impingement syndrome)‏ أو متلازمة التنشُّب.

## معرض الصور

رسم لمفصل الكتف البشري، من الأمام.
رسم تخطيطي لمفصل الكتف في الإنسان من الخلف.
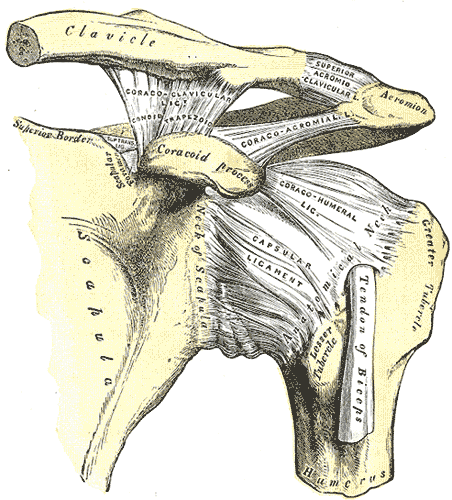
الكتف الأيسر و المفصل الأخرمي الترقوي (بالإنجليزية: Acromioclavicular joint)‏، وأربطة لوح الكتف.
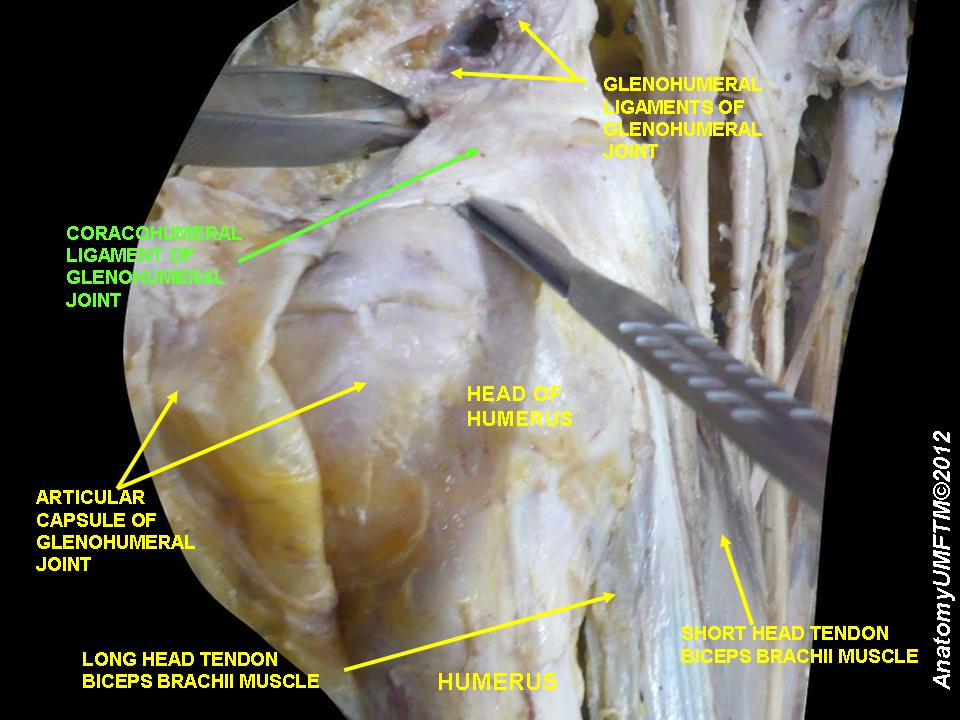
تشريح الرباط الغرابي العضدي لمفصل الكتف مبين باللون الأخضر.
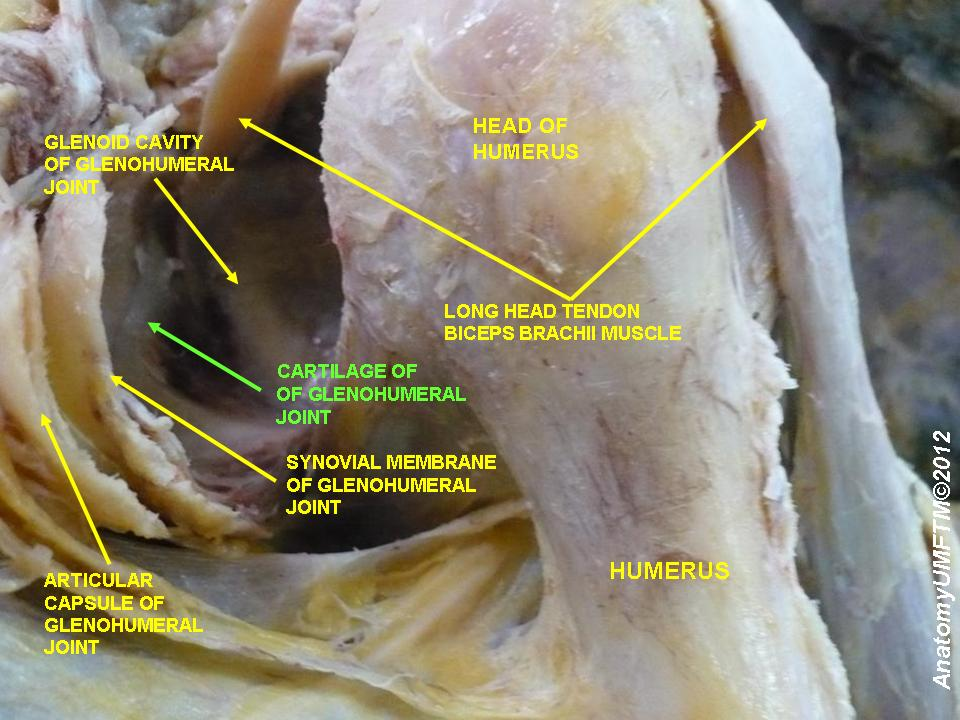
صورة تشريح غضروف المفصل الحقاني العضدي، مُشار إليه باللون الأخضر.

## وصلات خارجية
- Overview at brown.edu.
- Overview at ouhsc.edu.
- شكل تشريحي: 10:03-12 على موقع مركز سوني دونستات الطبي (تشريح بشري عبر الإنترنت)..
- Diagram at yess.uk.com.